# ميخائيل برناردو
ميخائيل برناردو هو لاعب كاراتيه كندي، ولد في 28 مايو 1964.

## وصلات خارجية
- ميخائيل برناردو على موقع IMDb (الإنجليزية)
- ميخائيل برناردو على موقع قاعدة بيانات الفيلم (الإنجليزية)